# Esquerra Federal
Esquerra Federal va ésser el nom adoptat al febrer del 1934 per un sector de l'Extrema Izquierda Federal. En foren dirigents Enric Mir i Rosell (president) i Tirso Ortubia (vicepresident). Al desembre del 1934 es constituí en Partit Federal Ibèric.